# Kwong Kam Shing
Kwong Kam Shing es un deportista hongkonés que compitió en tenis de mesa adaptado. Ganó tres medallas en los Juegos Paralímpicos de Verano en los años 1992 y 1996.

## Palmarés internacional
| Juegos Paralímpicos | Juegos Paralímpicos      | Juegos Paralímpicos | Juegos Paralímpicos |
| Año                 | Lugar                    | Medalla             | Prueba              |
| ------------------- | ------------------------ | ------------------- | ------------------- |
| 1992                | Barcelona (España)       | Medalla de oro      | Individual 5        |
| 1992                | Barcelona (España)       | Medalla de bronce   | Equipo 5            |
| 1996                | Atlanta (Estados Unidos) | Medalla de plata    | Individual 5        |